# Nampo-dong
Nampo-dong (koreanska: 남포동) är en stadsdel i staden Busan, i den sydöstra delen av Sydkorea, 300 km sydost om huvudstaden Seoul. Den ligger i stadsdistriktet Jung-gu. Stadsdelen är ett kommersiellt centrum och domineras av en lång gågata med affärer och restauranger.